# Перилен
Перилен — химическое соединение, полициклический ароматический углеводород с формулой C20H12.

## Физические и химические свойства
Представляет собой жёлтое кристаллическое вещество, хорошо растворимое в ацетоне, уксусной кислоте, хлороформе, сероуглероде, плохо растворимое в этаноле, бензоле, диэтиловом эфире. Растворы перилена имеют голубую флуоресценцию. Перилен способен образовывать комплексы с пикриновой кислотой, нитробензолом, галогенами и неорганическими хлоридами.
Восстановление перилена иодоводородом и фосфором приводит к гексагидроперилену, натрием в амиловом спирте — к октагидроперилену, каталитическое гидрирование над палладием — в тетрагидро- и гексагидроперилены.
Перилен способен вступать в реакции электрофильного замещения: нитроваться, сульфироваться, галогенироваться, ацетилироваться в положениях 3, 4, 9, 10. При окислении хромовой кислотой образует перилен-3,10-хинон.

## Применение
Перилен используется в клеточной биологии в качестве флуоресцентного зонда для исследования липидных мембран.
Перилен и его производные являются потенциальными канцерогенами.

## Флуоресценция

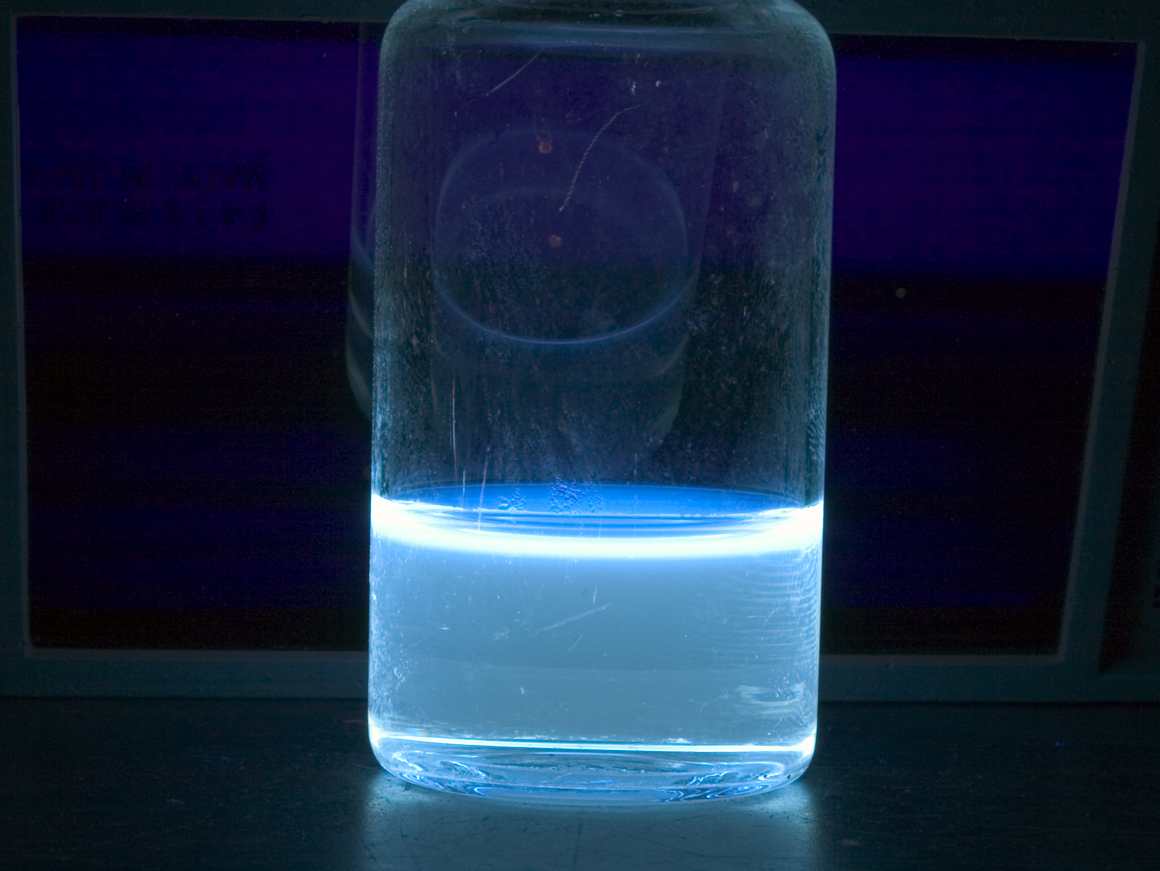
Флуоресценция перилена в дихлорметане при облучении мягкими УФ-лучами

Перилен флуоресциирует голубым светом. Это свойство используется при производстве органических светодиодов.